# Frédéric de Wurtemberg-Neuenstadt
Frédéric de Wurtemberg-Neuenstadt (19 décembre 1615 à Stuttgart – 24 mars 1682 à Neuenstadt am Kocher) est duc de Wurtemberg et fondateur de la branche de Wurtemberg-Neuenstadt.

## Biographie
Frédéric est le troisième fils de Jean-Frédéric de Wurtemberg et Barbara-Sophie de Brandebourg. Lorsque son père meurt en 1628, son frère aîné devient le duc Eberhard VII de Wurtemberg.
Frédéric part à l'âge de 13 ans étudier à Tübingen. En 1630, il fait un Grand Tour par Strasbourg, Bâle et Montpellier , mais il l'arrête à Lyon en raison d'une grave fièvre.
En 1638, son frère Eberhard III retrouve certaines parties perdues du duché de Wurtemberg, tandis que Frédéric commence une carrière militaire. Après la Paix de Westphalie, qui conduit à la pleine restauration de Wurtemberg, Eberhard conclut un Fürstbrüderlicher Vergleich - un accord entre frères. Le duc Eberhard VII de Wurtemberg laisse à son frère Frédéric la possession de Neuenstadt, de Möckmühl et Weinsberg, bien que ce soit sans souveraineté, qui reste à Eberhard.
Frédéric restaure le château de Neuenstadt qui a subi les dommages de la Guerre de Trente Ans et s'y installe en 1652. Le 7 juin 1653, il épouse Claire-Augusta, fille de Auguste II de Brunswick-Wolfenbüttel.
Le couple a 12 enfants.
1. Frédéric-Auguste de Wurtemberg-Neuenstadt (1654-1716)
2. Ulrich (1655-1655)
3. Eberhard (1656-1656)
4. Albert (1657-1670)
5. Sophie-Dorothée de Wurtemberg-Neuenstadt (1658-1681)
6. Ferdinand-Guillaume de Wurtemberg-Neuenstadt (1659-1701)
7. Antoine-Ulrich de Wurtemberg-Neuenstadt (de) (1661-1680)
8. Barbara Augusta (1663-1664)
9. Éléonore Charlotte (1664-1666)
10. Christophe (1666-1666)
11. Charles-Rodolphe de Wurtemberg-Neuenstadt (1667-1742)
12. Anne Éléonore (1669-1670)

Le duc Frédéric meurt après une longue maladie le 24 mars 1682, et est enterré dans l'église de Neuenstadt. Son fils aîné, Frédéric-Auguste lui succède.